# سنسناته
سُـنسُـناته (به اسپانیایی: Sonsonate) یک زیستگاه انسانی و مرکز بخش سونسوناتی است که در مسیر راه‌آهن سان سالوادور و به فاصلهٔ ۲۱ کیلومتر (۱۳ مایل) در جنوب بندر اکاجوتلا در حاشیه اقیانوس آرام، در السالوادور واقع شده‌است.

## خصوصیات
این شهر، ۲۳۲٫۵۳ کیلومتر مربع مساحت و بنابر سرشماری سال ۲۰۰۷، ۷۱٬۵۴۱ نفر جمعیت دارد و ۲۴۶ متر بالاتر از سطح دریا واقع شده‌است.

## اقتصاد
از لحاظ تاریخی، این منطقه تولیدکنندهٔ پنبه به‌شمار می‌آمد. بسیاری از محصول تولید شده، تا سال ۱۸۵۰ میلادی، مصرف داخلی داشته‌است.
امروزه، پرورش تنباکو، دام‌داری و گردشگری (آتشفشان، صخره‌های مرجانی) منابع مهم این منطقه را تشکیل داده‌است.